# Philippe Rommens
Philippe Rommens (20 augustus 1997) is een Belgisch voetballer die doorgaans als middenvelder speelt. Hij staat sinds 2024 onder contract bij het Hongaarse Ferencváros. Daarvoor speelde hij bij TOP Oss en Go Ahead Eagles in Nederland. Zijn oudere broer Olivier en neef Nicolas zijn ook betaald voetballers.

## Carrière

### PSV
Na twee jaar bij de jeugd van Lierse werd Philippe Rommens net als zijn oudere broer Olivier in 2006 opgenomen in de jeugdopleiding van PSV. Hij debuteerde op 19 september 2014 in het betaald voetbal, toen hij met Jong PSV een wedstrijd in de Eerste divisie speelde tegen Sparta Rotterdam. De Belgische middenvelder mocht zeven minuten voor affluiten invallen. Jong PSV verloor de wedstrijd met 0–2. Rommens maakte op 8 augustus 2016 zijn eerste doelpunt in het betaald voetbal. Jong PSV en hij wonnen die dag thuis met 5–4 van FC Den Bosch, tijdens de eerste speelronde van het seizoen 2016/17 in de Eerste divisie. Hij maakte zelf de vierde goal voor zijn ploeg. Rommens speelde op 9 september 2016 voor het eerst een officiële wedstrijd tegen zijn broer Olivier. Hij kwam die dag uit voor Jong PSV tijdens een wedstrijd in de Eerste divisie uit tegen NAC Breda. Het werd 1–1. Rommens speelde twaalf jaar voor PSV, waaronder vier seizoenen - voornamelijk als invaller - voor Jong PSV. Een debuut in het eerste elftal bleef uit. De club liet hem in augustus 2018 transfervrij vertrekken. 

### TOP Oss
Rommens trok naar TOP Oss, waar hij een contract tekende voor drie seizoenen tot de zomer van 2021. Hier werd hij vrijwel direct basisspeler. Op 17 augustus maakte hij tegen MVV Maastricht zijn debuut voor TOP Oss, dat hem in januari 2019 herenigde met zijn broer Olivier. Op 29 maart 2019 maakte hij zijn eerste goal voor TOP Oss in de 1-0 overwinning op Jong AZ. TOP Oss eindigde dat seizoen knap zesde met de beide Rommens in de basis. In het seizoen erop speelde Rommens in een meer aanvallende rol, waardoor hij negen goals maakte en vier assists gaf in het door de coronapandemie verkorte Eerste Divisie-seizoen. In zijn derde en laatste seizoen bij TOP miste Rommens de eerste twee maanden door een operatie. Ook daarna duurde het nog even voor hij weer volledig fit. In de eerste seizoenshelft kwam hij dan ook maar tot twee wedstrijden. Uiteindelijk kwam Rommens in drie jaar bij TOP tot 87 wedstrijden, waarin hij zeventien doelpunten maakte en vijf assists gaf.

### Go Ahead Eagles
In mei 2021 verruilde hij transfervrij TOP Oss voor Go Ahead Eagles, die kort daarvoor waren gepromoveerd naar de Eredivisie. Hij tekende er een tweejarig contract. Op 13 augustus maakte hij zijn debuut voor Go Ahead in de seizoensopener tegen SC Heerenveen (0-1 nederlaag). Op 27 februari 2022 maakte Rommens in de verrassende 2-1 overwinning op Ajax zijn eerste doelpunt in de Eredivisie en voor Go Ahead. Rommens groeide uit tot de draaischijf van de ploeg, die dat seizoen als dertiende eindigde. De Belgische middenvelder speelde alle 39 wedstrijden in zijn eerste seizoen, waarin hij tot twee goals en zes assists kwam. Op 13 november 2022 scoorde hij beide doelpunten in een 2-2 gelijkspel tegen SBV Vitesse, zijn eerste twee goals in zijn tweede seizoen in Deventer.
Rommens speelde in totaal 94 wedstrijden in zijn drie seizoenen bij Go Ahead Eagles, waarin hij elf doelpunten maakte en veertien assists gaf,

### Ferencváros
Zijn goede resultaten bij de traditieclub uit Deventer bezorgde hem in juli 2024 een transfer naar de Hongaarse landskampioen Ferencváros. Naar verluidt zou met de overstap een bedrag van 1,5 miljoen euro gemoeid zijn.

## Clubstatistieken
| Seizoen     | Club            | Competitie     | Competitie | Competitie | Competitie | Beker | Beker | Beker | Internationaal | Internationaal | Internationaal | Totaal | Totaal | Totaal |
| Seizoen     | Club            | Competitie     | Wed.       | Dlp.       | Ass.       | Wed.  | Dlp.  | Ass.  | Wed.           | Dlp.           | Ass.           | Wed.   | Dlp.   | Ass.   |
| ----------- | --------------- | -------------- | ---------- | ---------- | ---------- | ----- | ----- | ----- | -------------- | -------------- | -------------- | ------ | ------ | ------ |
| 2014/15     | Jong PSV        | Eerste divisie | 2          | 0          | 0          | —     | —     | —     | —              | —              | —              | 2      | 0      | 0      |
| 2015/16     | Jong PSV        | Eerste divisie | 5          | 0          | 0          | —     | —     | —     | —              | —              | —              | 5      | 0      | 0      |
| 2016/17     | Jong PSV        | Eerste divisie | 27         | 2          | 0          | —     | —     | —     | —              | —              | —              | 27     | 2      | 0      |
| 2017/18     | Jong PSV        | Eerste divisie | 21         | 0          | 2          | —     | —     | —     | —              | —              | —              | 21     | 0      | 2      |
| Club Totaal | Club Totaal     | Club Totaal    | 55         | 2          | 2          | 0     | 0     | 0     | 0              | 0              | 0              | 55     | 2      | 2      |
| 2018/19     | TOP Oss         | Eerste divisie | 35         | 3          | 1          | 2     | 1     | 0     | —              | —              | —              | 37     | 4      | 1      |
| 2019/20     | TOP Oss         | Eerste divisie | 28         | 9          | 4          | 2     | 0     | 0     | —              | —              | —              | 30     | 9      | 4      |
| 2020/21     | TOP Oss         | Eerste divisie | 20         | 4          | 0          | 0     | 0     | 0     | —              | —              | —              | 20     | 4      | 0      |
| Club Totaal | Club Totaal     | Club Totaal    | 83         | 16         | 5          | 4     | 1     | 0     | 0              | 0              | 0              | 87     | 17     | 5      |
| 2021/22     | Go Ahead Eagles | Eredivisie     | 34         | 2          | 6          | 4     | 0     | 0     | —              | —              | —              | 38     | 2      | 6      |
| 2022/23     | Go Ahead Eagles | Eredivisie     | 13         | 2          | 0          | 1     | 1     | 1     | —              | —              | —              | 14     | 3      | 1      |
| 2023/24     | Go Ahead Eagles | Eredivisie     | 19         | 3          | 4          | 3     | 0     | 1     | —              | —              | —              | 22     | 3      | 5      |
| Club Totaal | Club Totaal     | Club Totaal    | 66         | 7          | 10         | 8     | 1     | 2     | 0              | 0              | 0              | 74     | 8      | 12     |
| TOTAAL      | TOTAAL          | TOTAAL         | 204        | 25         | 17         | 12    | 2     | 2     | 0              | 0              | 0              | 216    | 27     | 19     |

Bijgewerkt t/m 14 mei 2024.

## Interlandcarrière
Rommens speelde twee wedstrijden voor België –19, beide als basisspeler.